# Maria-Hilf-Kapelle (Kleinziegenfeld)

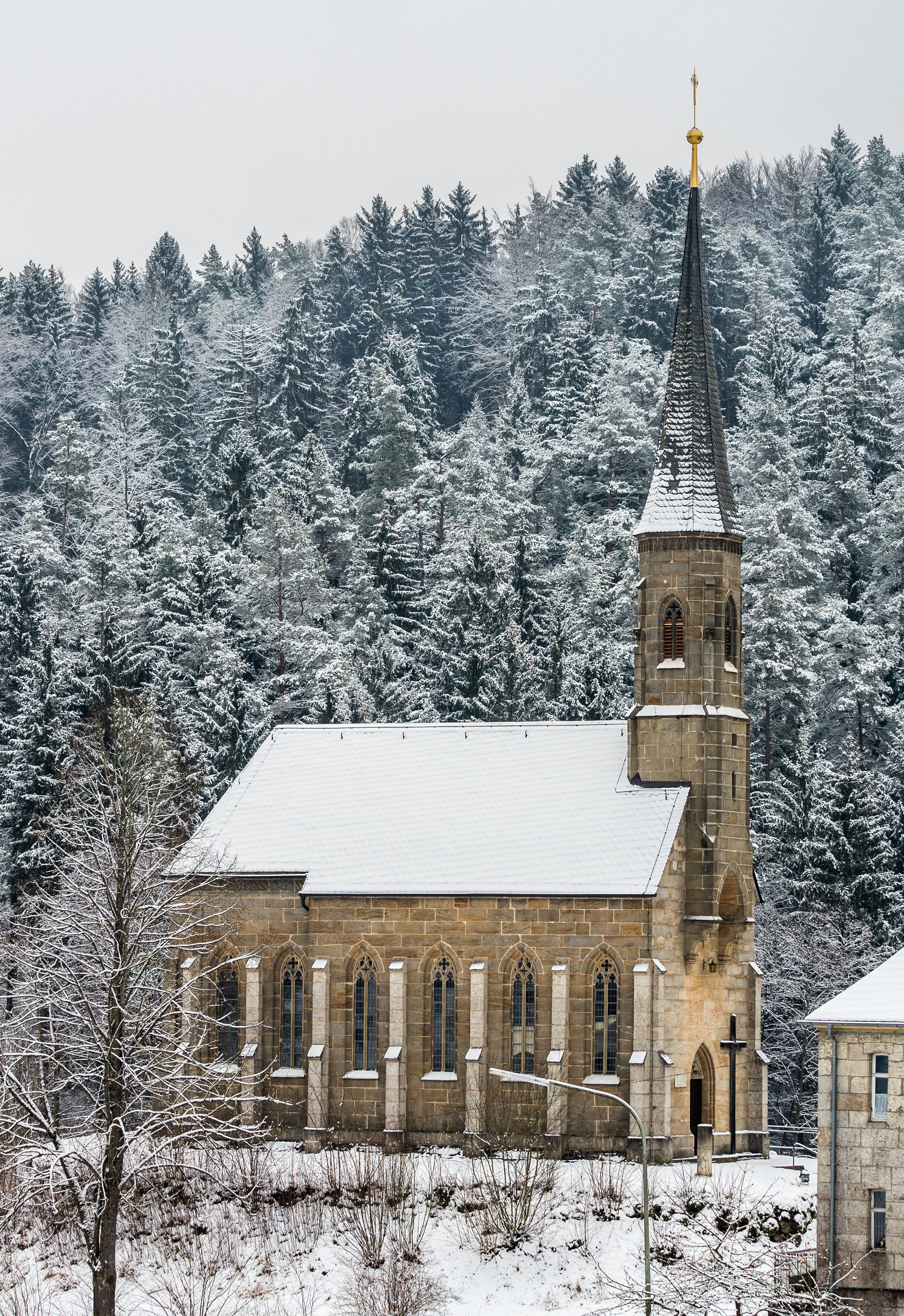
Maria-Hilf-Kapelle in Kleinziegenfeld

Die Maria-Hilf-Kapelle in Kleinziegenfeld ist eine römisch-katholische Kapelle im Gebiet der oberfränkischen Stadt Weismain im Landkreis Lichtenfels. Das denkmalgeschützte, neugotische Gotteshaus wurde 1873 geweiht.

## Baugeschichte
Aus dem Wunsch der Kleinziegenfelder Einwohner nach einer Glocke zur Angabe der Tageszeit entwickelte sich der Entschluss zum Bau einer Kapelle. Der Müller der Bienleinsmühle Johann Hübner (1836–1907), der später auch Bürgermeister war, entschloss sich 1865, dies nach einem Plan der Kümmerniskapelle von Burghausen umzusetzen. Sein Taufpate, der Kapuziner P. Salvator Hübner aus Scheßlitz, vermittelte die Handwerker und Künstler aus seinen südbayerischen Wirkungsorten.
Im September 1865 wurde das Baugrundstück von der Nachbargemeinde Wölkendorf, auf deren Gemarkung Pfaffendorf es lag, erworben. Die Grundsteinlegung folgte am 26. August 1868, das Richtfest war am 18. Oktober 1869. Die Kapelle wurde durch die Maurer- und Zimmermeister Georg und Lorenz Leberer aus dem oberbayerischen Halsbach errichtet. Die Kapellenweihe vollzog am 5. Oktober 1873 der Erzbischof von Bamberg Michael von Deinlein. Das Gotteshaus gehört zur Pfarrei Stadelhofen und wird von der Johann Hübner’schen Kapellenstiftung unterhalten. Im Jahr 2014 wurde der Glockenstuhl erneuert.

## Baubeschreibung
Die neugotisch gestaltete Kapelle steht am Ende des Kleinziegenfelder Tales, etwa einen Kilometer nördlich von Kleinziegenfeld an der Ehrhardsmühle, in exponierter Lage auf einem flachen Felssporn. Es ist eine vergrößerte Nachbildung der Kümmerniskapelle auf dem Hechenberg bei Burghausen an der Salzach.
Der einschiffige Gewölbebau besteht aus unverputzten Sandsteinquadern. Gestufte Strebepfeiler gliedern die Fassade mit ihren Spitzbogenfenstern mit Maßwerk. Der leicht eingezogene Chor hat ein Joch und einen Fünfachtelschluss. Das Langhaus besitzt vier Achsen. Netzrippengewölbe überspannen die Innenräume. In der westlichen Achse ist eine massive Empore angeordnet. Der Chor und das Langhaus haben ein verschiefertes Dach mit einheitlicher Firsthöhe. Über der Westfassade befindet sich ein zweigeschossiger Dachreiter mit einem Spitzhelm, der von einem Turmknopf und Turmkreuz bekrönt wird.

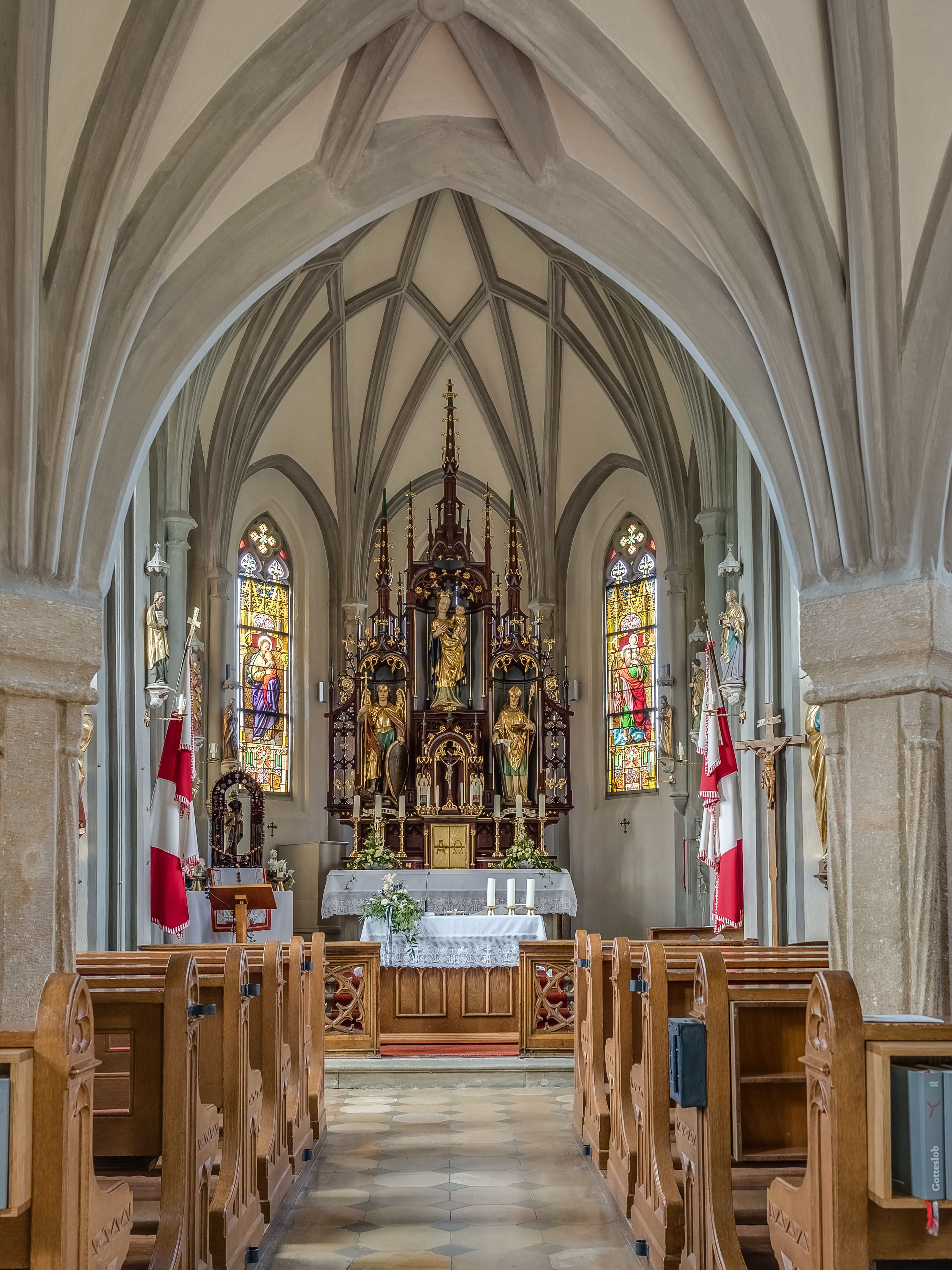
Innenraum

### Ausstattung
Im neugotischen Hochaltar, den der in Simbach am Inn wohnhafte Künstler Emanuel Basler der Ältere 1872 fertigte, steht eine Holzfigur der Muttergottes, die um 1440 entstand und in Modschiedel erworben wurde. Sie wird links von einer Statue des Erzengels Michael und rechts des heiligen Bonifatius flankiert. Der Glasmaler Mittermaier aus Lauingen schuf die farbigen Chorfenster. Der Orgelbauer Josef Schlöglmann aus Burghausen stellte die Orgel 1872 auf.
Im Dachreiter hängen drei Glocken. Im Jahr 1596 wurde die älteste und kleinste Glocke in Innsbruck gegossen. Die zweite Glocke kam 1952 aus der Glockengießerei Lotter in Bamberg. Die dritte Glocke wurde 1965 von der Glockengießerei Rudolf Perner in Passau gegossen.